# Метеорная пыль
Метеорная пыль — мельчайшие твёрдые частицы, возникшие в ходе абляции метеорных тел, проходящих через земную атмосферу

## Наблюдения

### Поляризационный метод
В силу несимметричности своей формы пыль поляризует излучение, поэтому, измеряя поляризацию излучения, можно определить её свойства.
Применительно к метеорной пыли необходимо учитывать источник излучения, а также её большое количество над местом наблюдения метеоров. Если наблюдать в сумерках максимум метеорного потока в том месте, где его радиант находится высоко над горизонтом, то условия для измерений будут оптимальными.
Основная сложность данного метода — выделение поляризации, связанное именно с метеорной пылью, а не с другими несимметричными молекулами, находящимися в атмосфере.